# El Castellot (Navars)
El Castellot és una muntanya de 682 metres de la serra de Castelladral, situat al municipi de Navars, a la comarca catalana del Bages.
Al cim s'hi pot trobar un vèrtex geodèsic (referència 280101001).